# Wierzynek

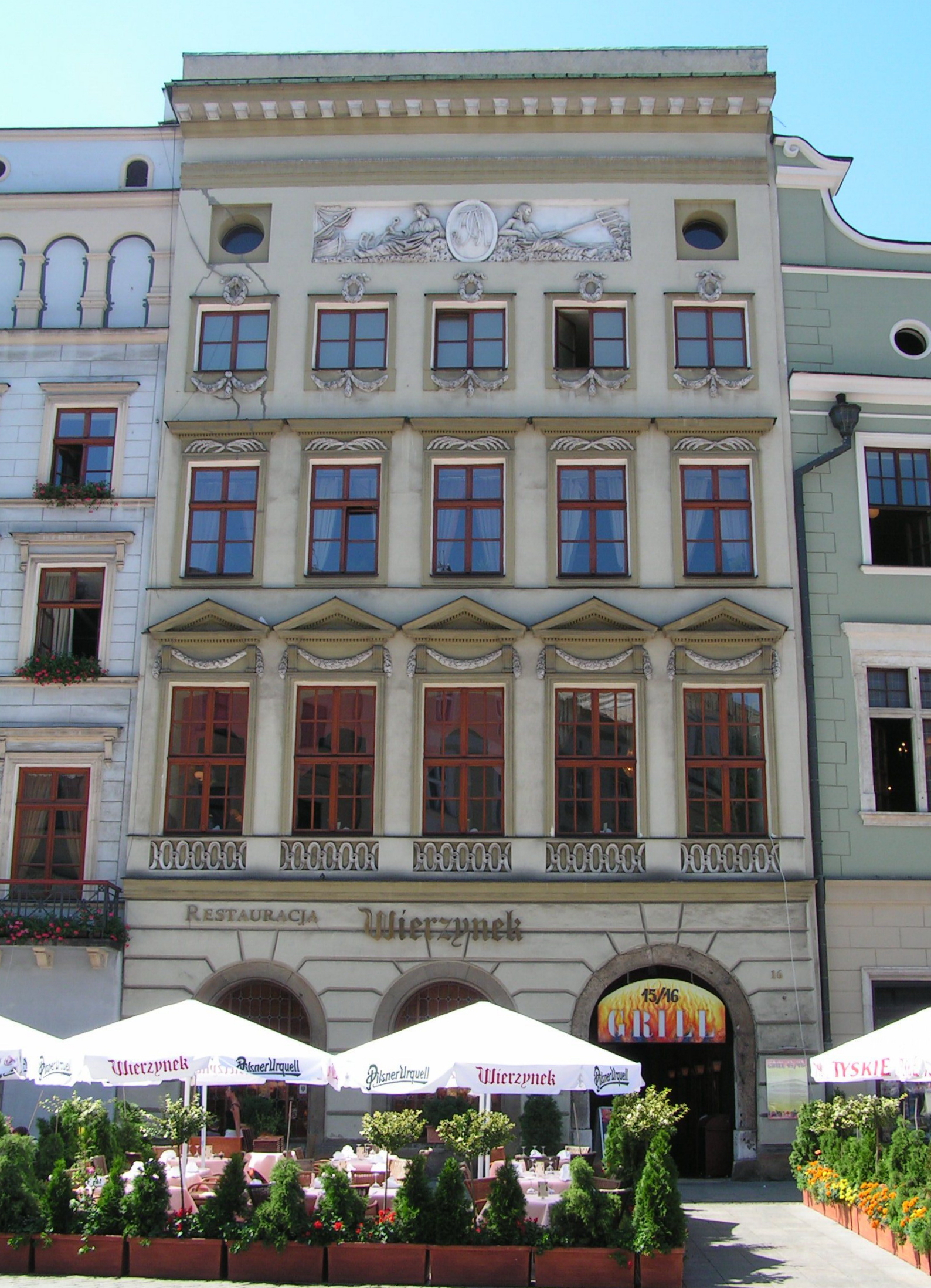
Kamienica Morsztynowska

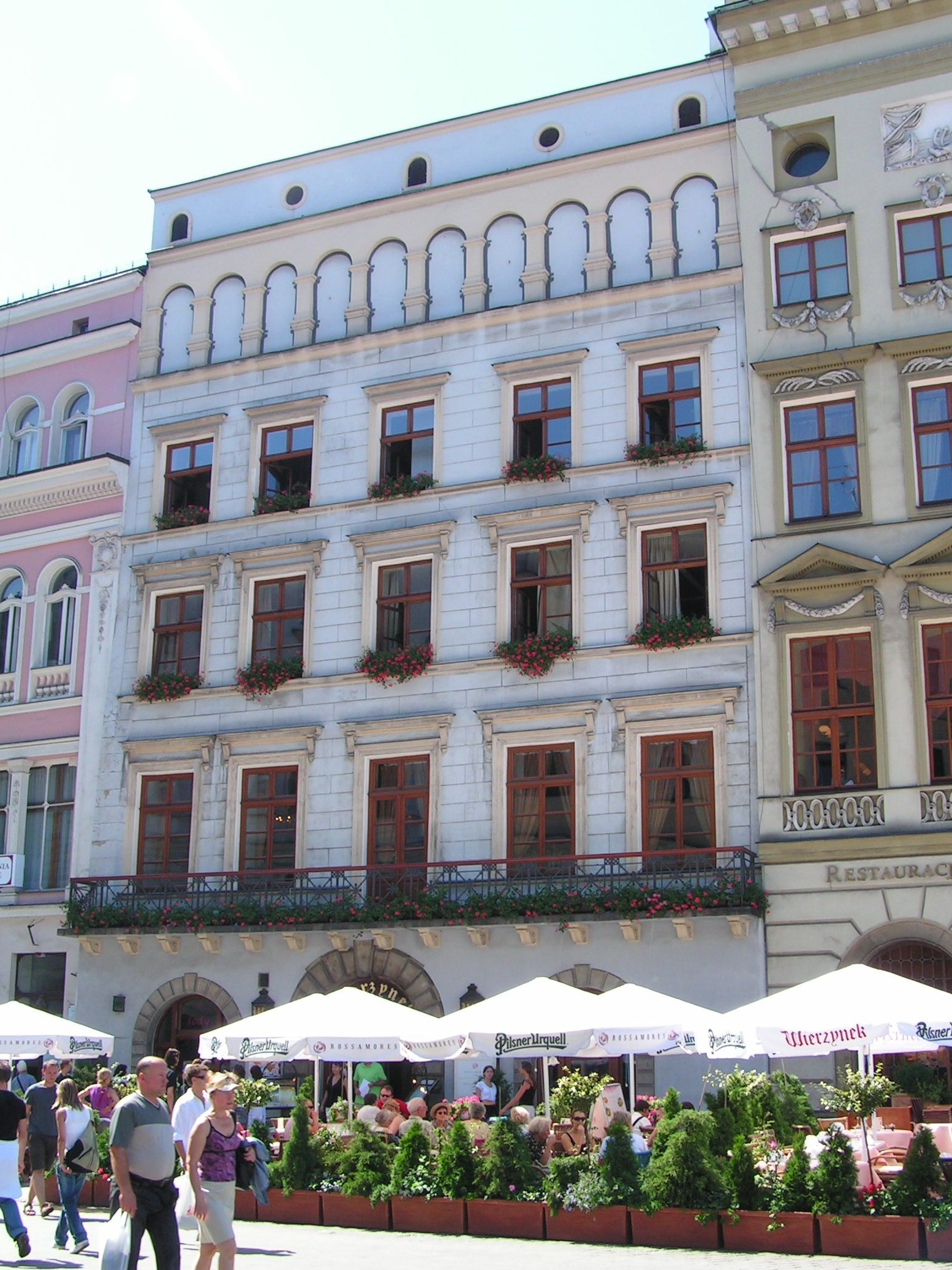
Kamienica Pinocińska

Wierzynek – restauracja mieszcząca się w Krakowie przy Rynku Głównym. Założona została w 1945 przez Kazimierza Książka jako restauracja Pod Wierzynkiem. Jej nazwa nawiązuje do mieszczanina Mikołaja Wierzynka i wydanej przez niego w 1364 uczty, w której uczestniczyli m.in. cesarz Karol IV Luksemburski, Ludwik Węgierski, Kazimierz III Wielki.
Restaurację prowadzi Elżbieta Filipiak, żona naukowca i przedsiębiorcy Janusza Filipiaka.
Restauracja zajmuje trzy budynki: kamienicę Morsztynowską (nr 16), kamienicę Pinocińską (nr 15) oraz piętro kamienicy Hetmańskiej (nr 17). Parter zajmuje kawiarnia. Pierwsze piętro składa się z czterech sal: Sali Zegarowej, Tatrzańskiej (Komnaty Wyobraźni), Kolumnowej i Wierzynkowej. Pół piętra wyżej znajduje się Sala Rycerska. Na drugim piętrze znajdują się trzy sale: Sala Pompejańska Duża i Mała oraz Sala Renesansowa. Są to sale, w zależności od potrzeb, restauracyjne, konferencyjne lub taneczne.